# 虚構新聞

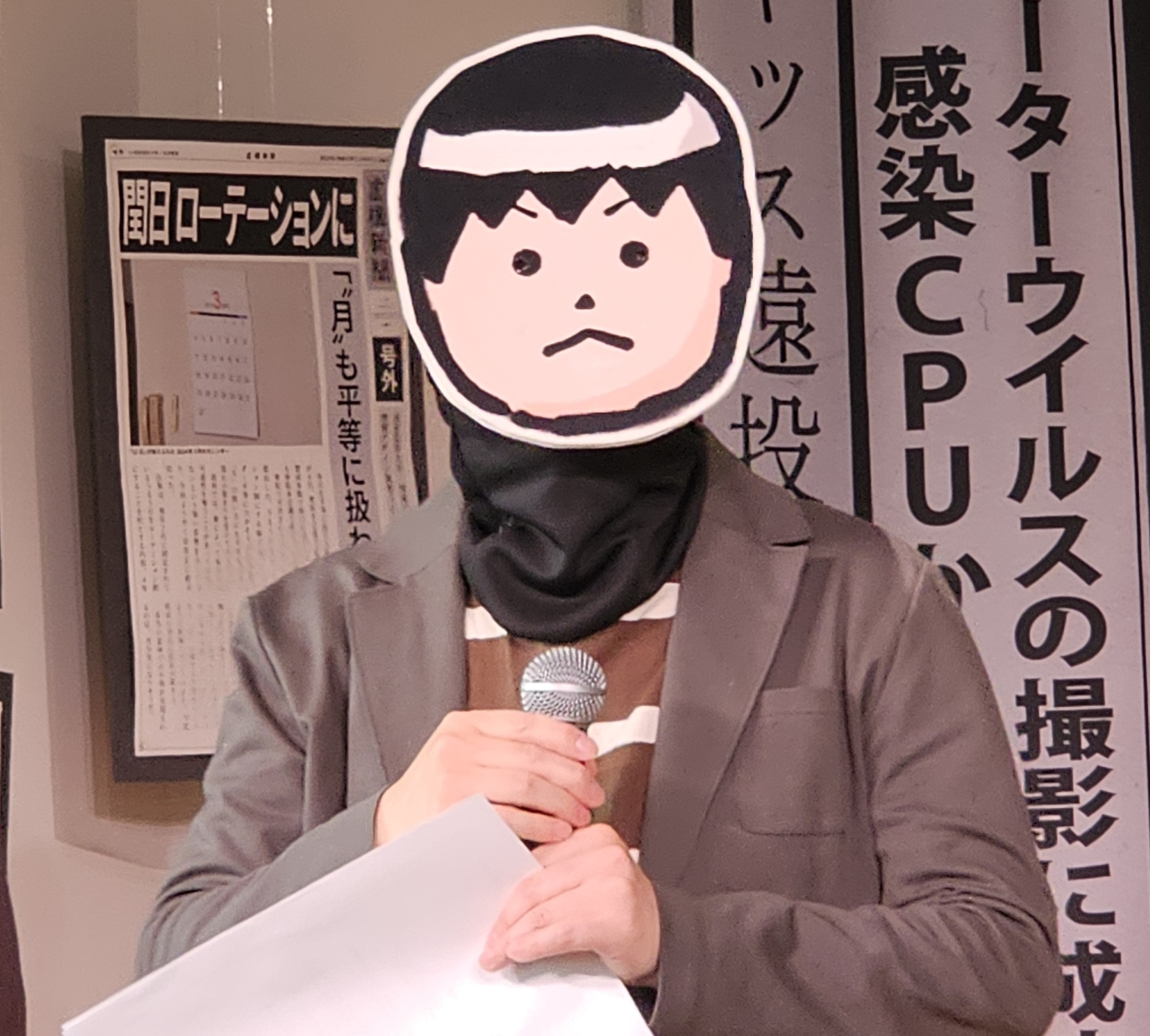
虚構新聞展トークイベントにおけるUK（2024年3月）

虚構新聞（きょこうしんぶん、英語: Kyoko Shimbun）は、個人運営による日本のテキストサイト。「実際にありそうで実は存在しない」ネタをニュースとして掲載している。

## 概要
2004年3月に、滋賀県在住の塾講師・UKによってすでに運営されていた個人サイト「楠木坂コーヒーハウス」上で、UK自身が「エイプリル・フール限定の嘘ニュース」を掲載した事に端を発している。「1本だけ書くつもりがまとめて3〜4本書いた」（社主UK・以下同）。その後もエイプリル・フールに留まることなく、月に1〜2本のペースで、新しい虚構記事を投稿、20本ほど溜まった所で「虚構新聞」として、サブページ化する事を思い立って作成された。2008年に独自ドメイン名での運用が開始されるまでは、先述のサイトのサブページとしての運用が続けられていた。
サイトの運営は創設以来、UK一人のみで続けられている。かつて「鏡子さん」なる秘書がいたとされているが、これは虚構をローマ字表記すると"KYOKO"となる事から考え出されたUKのネタである。また、たまに"ネタを投稿したい"とか"このネタを使ってください"などの投稿希望者や、実際にネタを送りつける閲覧者があるというが、UKは「自分のサイト内で全て完結したい」と全て断っている。2016年に行われたアメリカ合衆国大統領選挙では民主党候補のヒラリー・クリントンが勝利する前提で虚構記事を用意していたが、実際は共和党候補のドナルド・トランプが勝利したため、該当の記事がお蔵入りになったこともあった。
虚構新聞の名称およびサイト装丁は、元々UKが住む滋賀県で刊行されている京都新聞のウェブサイトを参考（「KYOTO」と「KYOKO」は一文字違いである）にして作成された。その後、朝日新聞、産経新聞、読売新聞などのニュースサイトを参考にして徐々に変更が加えられ、現在の形になった。
虚構新聞は、その全てがUK個人のネタで成り立っており、関心の高い有名な事柄を中心に採用しているが、記事の内容には多くのウソが含まれている。しかし、それは100%ウソではなく、例えば"虚構新聞は虚構新聞社なる株式会社組織によって運営されている"は全てウソであるが（虚構新聞社は個人運営のウェブサイト）、"1880年4月1日創業"（4月1日だけ正しい）や"社員数1人"など、いくつかの真実を加える事によって記事が現実味を帯びるという絶妙なバランスを保つ仕組みになっている。また、表示される広告の一部と「お願い」は本当であるとしている。また、UK自身がインタビューを行った「社主が訊く」シリーズは、サイト内では数少ない「意図して真実が描かれた記事」である。
本当に騙される人が出ないよう、記事タイトル脇に白色で"これは嘘ニュースです"と書かれており、転載のためにコピー&ペーストしようとすると色が反転して気がつく、という仕掛けになっている。しかしそれすらも確認されずにSNS上で拡散してしまうケースもある。また、2011年に東海テレビが引き起こした「セシウムさん騒動」を取り上げた嘘ニュースを、ウォール・ストリート・ジャーナルが間違って引用したこともあった。そのため、最近では冒頭の見出しでウソの記事だと分かるようにもしている。
UKは「虚構新聞は笑ってもらえる作品を作るという思いでウソの記事を作成しており、捏造などで特定の考えを広めようとの思惑により、読者（閲覧者）の考え方をコントロールしようという意図は全くない」として、フェイクニュースとの違いを強調している。

## 沿革
2010年
- 12月15日、今までのネタを集めた単行本『号外!!虚構新聞』が笠倉出版社から発売された[10]。発売を伝える虚構新聞の記事では「『号外!!虚構新聞』発売開始 早朝から長蛇の列になればいいのに」と太字部分は背景と同色で書かれている[11]。

2011年
- 07月27日、iOSアプリケーションの提供を開始した[12]。2015年6月末サービス終了。

2012年
- 04月01日、iTunes Storeおよびplrayの「虚構新聞ニュース」ページにてインターネット放送局「plray（プレイ）」との共同制作でPodcast番組「虚構新聞ニュース」の提供を開始[13]。
- 07月05日、有料会員サービス「虚構新聞友の会」を開始。まぐまぐと提携しての限定記事などを掲載したメールマガジン配信や、ホームページ掲載記事への感想書き込み等のサービスを提供[14]。
- 07月17日、Androidアプリケーションの提供を開始[15]。
- 11月19日、「週刊アスキー」913号より、隔週コラム「虚構新聞/号外」を連載開始。2015年1月23日発売の1013号で終了。
- 12月13日、第16回文化庁メディア芸術祭、文化庁メディア芸術祭審査委員会・エンターテインメント部門推薦作品を受賞[16]。

2013年
- 01月10日、宝島社から「虚構新聞2013」が発売された[17][18]。
- 04月12日、タイ・バンコクの日本人向けフリーペーパー「DACO」にて「虚構新聞バンコク版」の連載を開始。

2015年
- 10月07日、新版のiOSアプリケーションを提供開始。ポッドキャスト版「虚構新聞ニュース」の再生やSNSへの投稿機能などを追加[19]。

2016年
- 02月25日、新版のAndroidアプリケーションの提供を開始[20]。

2017年
- 04月28日、ジーウォークから『虚構新聞　全国版』が発売された。同日に掲載された虚構新聞の記事では西暦5872年4月28日付の記事で「100万部を完売」と伝えている[21]。

2021年
- 04月04日、朝日新聞滋賀県面にて、『虚構新聞―特別編―』の掲載を開始。過去のホームページ掲載記事を元に隔週掲載された。8月30日終了。

2024年
- 03月27日、朝日放送テレビ主催で『創刊20周年記念 虚構新聞展』を開催。会場は大阪市福島区「Art Beat Cafe NAKANOSHIMA」、期間は4月8日まで[22]。

## 逸話

### 現実化した記事
執筆当時には本当になかったものが、その後現実のものになってしまう場合がある（中には虚構新聞のネタを参考に現実化させてしまった事例も存在する）。虚構新聞において現実のニュースとなってしまった記事は「誤報」となるため、虚構新聞社はその都度、検証および謝罪記事を掲載している。以下、謝罪記事が掲載された例を示す。
リスモくん死去（2011年9月23日）
iPhoneがau（KDDI・沖縄セルラー電話連合）からも発売されることが報じられたのを受けて掲載されたパロディだったが、掲載直後にLISMO Music Storeのサービス終了が発表された。この事態を受け虚構新聞は「虚構が事実になってしまったのは遺憾である」として「お詫び」を発表した。
ウィキペディア書籍化（2012年10月16日）
虚構新聞では全2万3千巻で出版と報じたが、2015年6月、米ニューヨーク・タイムズ紙（オンライン版）は英語版ウィキペディアがオンデマンド出版の形式で全7600巻にて販売されることを報じた（詳細は「プリント・ウィキペディア」を参照）。社主UKは「正直ウィキペディアがこんな悪ふざけに加担するほどお金に困っているとは思わなかった」と主張し、特に反省の色を見せなかった。
体罰被害申告サイト「体罰.in」（2013年2月18日）
体罰情報を匿名で報告できるサイトがオープンしたとの架空記事。イメージ画像に似せたウェブサイトを「予告.in」の作者である矢野さとるが実際に作成して現実化してしまい、お詫び記事を掲載するに至った。
北朝鮮事実上の勝利宣言（2013年4月8日）
「北朝鮮、一方的に「戦争勝利」を宣言 挑発ライン越える」との架空記事を掲載した一週間後に、「金正恩第1書記が2週間ぶり公の場に 北朝鮮は事実上の勝利宣言」とのFNNニュースの報道があり、記事内容全てではないものの「北朝鮮の勝利宣言」が現実化してしまった。編集部は誤報を謝罪しているが、社主UKは「今回は虚構として十分成立するよう、メルヘンチックに書いたにもかかわらず、それを上回るかたちで実現させてしまった「お花畑国家」北朝鮮と金正恩が悪い」と主張し、反省の色を見せなかった。
森永グロス発売（2013年7月4日）
森永製菓の商品「ダース」をパロディにした「森永チョコ、144個入り「グロス」発売へ」という記事に対して、森永製菓が実際に「白いダース」12個を箱詰めした「白いグロス」を6日後の7月10日に限定12個で販売したというもの。元は同社の商品「おっとっと」をパロディにした「おっとっと、イルカの製造を中止 環境団体が抗議」という記事を見た同社のTwitter担当者が「ダース」もネタにしてほしいとTwitter上で希望し虚構新聞が快諾、記事化したところ本当に商品化してしまった。これに対し虚構新聞は、森永製菓公式アカウント以外、反響はそれほどでもなかったと判断し「一流のお菓子メーカーである森永がそこまでやるとは全くの予想外だった」とお詫びを発表、タイアップ企画だったのではないかという指摘にも「本紙ではスポンサーのついた企画広告の場合、必ずその旨を公表している」と否定している。さらに社主自らがグロス発売場所である東京・台場の森永製菓の直営店に赴き販売現場において「謝罪会見」が開かれるまでに至った。
KDDI 次世代炊飯器「INFOJAR」（2014年1月22日）
KDDIのau携帯電話「INFOBAR」をパロディにした「KDDI、次世代炊飯器「INFOJAR」を発表」という記事を目に留めた「au未来研究所」のスタッフが上司に企画書を提案したところ、GOサインが出て「INFOJAR」の炊飯器を開発し本当に完成してしまったというもの。「体罰.in」「森永グロス」同様、虚構新聞に掲載されたネタ製品がまた現実化してしまったことで、虚構新聞編集部はお詫びを発表している。
まるで本物　ステーキさいころ、来月発売（2014年6月24日）
鹿児島市の玩具メーカーがサイコロステーキならぬ「ステーキさいころ」という、サイコロ状の生肉を模したサイコロの製品を制作したという記事を掲載したが、その後、同様の製品が存在している旨の指摘が多数寄せられた。編集部による調査の結果、指摘の中で挙げられた実在の製品が記事掲載前の2011年から存在していた事や、その他にも類似商品が存在する事が判明し、翌日付で編集部が「事前の取材活動が不十分だったことによる完全な誤報である」とするお詫び記事を掲載した。UKは「ステーキさいころ」やそれに類する検索ワードを使用した調査の結果で実在商品の情報がヒットせず、画像検索でも同様の結果であった旨を釈明した上で、「今これらのワードで検索すると商品画像が表示されるようになった」と、検索に使用したGoogleへの不満を口にした。
日本の「謙虚」、海外アピールに200億計上（2015年2月17日）
日本政府が「謙虚」「勤勉」をアピールするプロジェクトを立ち上げたとする虚構新聞の記事に対し、2016年7月から「世界が驚く日本」として類似の政策が実際に行われ、計上資金も210億円と記事内における数値とほぼ同水準であった。UKは「現実がこちらに寄ってきた」とコメントしお詫びしている。
ほのかな甘み かぼちゃワイン『エル』4月発売（2015年3月4日）
1981年から1984年まで三浦みつるが「週刊少年マガジン」にて連載していた漫画『The♥かぼちゃワイン』に因んで、北海道の酒造メーカーがかぼちゃ原料のワインを発売するという記事を掲載した。その後、2021年8月14日に三浦が自身のTwitterにてかぼちゃワインを頂いた旨のツイートをしたため、読者から記事の信憑性に対する指摘が相次ぎ、虚構新聞で調査した結果、福岡県の酒造メーカーが実際にかぼちゃを原料としたワインを製造し、記事が掲載される2015年より前から同県内の道の駅にて販売されていることが判明したため、編集部では誤報であると結論づけ、謝罪した。
フジ、自局専用リモコンを無料配布へ　他局も追随（2015年7月21日）
フジテレビが視聴率の低迷を受けて、電源、音量、「8」ボタンしか存在しない専用リモコンの無料配布を計画中であるという記事を掲載したが、その後間も無く読者から同様のリモコンが存在する旨の指摘が相次いだ。調査の結果、Dlife、中京テレビ、名古屋テレビが記事掲載より以前にキャンペーンの一環等で「自局専用リモコン」を製作していたことが判明し、誤報と認定されるに至った。このうちDlifeのものは執筆前の調査で存在を把握していたが、UKは「視聴率競争とは別の意図で作られていたため、誤報に相当しないという認識だった」と釈明。編集部も特に言及しなかったが、中京テレビと名古屋テレビのものについては「「視聴率１００％計画」のアイデアなど根本的な部分で本紙記事に先行していた」とし、当該記事を取材不足による事実誤認が原因の誤報と結論付けるお詫び記事を掲載した。この事例は、掲載後25分という過去最短記録での誤報発覚であった。
シャープ、゜（半濁点）の売却を検討（2015年10月1日）
「経営再建中のシャープが、自社の半濁点（゜）の売却を検討していることが分かった」とする記事。掲載後、この記事を見たシャープ公式Twitterアカウントが、アカウント名から半濁点を外した「シャーフ株式会社」に一時変更し、「 ゜がなくなりました。弊社の ゜を見かけられた方は至急ご連絡ください」とツイートし話題となった。ジョーク的反応であるとはいえ、この件について虚構新聞編集部は「部分的ながら記事が現実化してしまった」としてお詫び記事を掲載。ただし、半濁点の売却が依然として虚構のままであることから、「誤報」ではないとしている。またこの記事については、2015年10月7日放送のフジテレビ「とくダネ!」にも取り上げられた。
ジョン・ケージ「4分33秒」トリビュート盤発売が決定（2015年10月14日）
米国の音楽家ジョン・ケージが作曲した全編無音の楽曲「4分33秒」を題材にしたトリビュートアルバムの発売を虚構新聞が報じていたが、その後、英国の「ミュート・レコード」が「STUMM433」のタイトルで"映像作品"として多数のアーティストが参加した「4分33秒」のトリビュートアルバムを2019年5月に発売する予定であることがわかり、虚構新聞編集部はお詫び記事を掲載している。
虚構ニュース自動作成するソフト開発 千葉電波大（2016年2月9日）
架空のニュース記事を自動で作り上げるソフト「KYOKO」を千葉県の大学が開発したという記事を掲載した。しかし、掲載後にAI（人工知能）の技術進歩により、OpenAI開発のGPT-4を搭載したBing（後のCopilotにあたる）が虚構記事を数十秒で生成できることが確認されたとして、虚構新聞編集部はお詫び記事を掲載した。なお、その後改めてBingで生成した文を元に作成した「桃太郎、犬とキジを解雇　鬼退治の効率化図る これはＡＩと制作した嘘ニュースです」という記事を掲載している。
「辛くて苦手」に新商品 「種なし柿の種」登場（2016年6月8日）
亀山製菓（架空の会社）が柿の種から柿の種を抜いた「種なし柿の種」を発売するという記事を掲載した。その後、2022年2月に亀田製菓がピーナッツのみの柿の種『亀田の柿の種 ピーナッツだけ』を同年3月7日に発売することを発表。更に2020年頃から一部のスーパーやコンビニにおいて試験販売されていたことも判明したため、編集部では誤報であると結論づけ、謝罪した。
2mのロングバトンも コロナ禍で「新しい運動会」 マキャベリ小（2020年9月12日）
新型コロナウイルス感染症拡大防止のために、2メートルのロングバトンを使用するなどの新しい運動会の形について報じた。UK自身は「常識的にありえない」と思っていたが、該当記事を閲覧した神奈川県相模原市立小学校の校長がUKの発想に便乗し、虚構新聞が出した記事と同じく2メートルのロングバトンを使用するなどして、新型コロナウイルス感染症拡大防止を行った上での運動会を企画し実行。その模様を取材した毎日新聞によって、ウェブ上にて報じられた。この結果、虚構新聞編集部は「記事全体の趣旨が酷似していた」「『長さ2メートルのロングバトン』が現実の運動会で使用されたバトンと長さ・名称ともに全く同じであった」という旨のお詫び記事を掲載している。なお、現実化（誤報確定）した直後に虚構新聞のサイトに2日間で70万人が訪問したため、サーバーがダウンする事態に陥った。

### 虚構のような出来事
虚構新聞という媒体を逆手にとり「実際に起きた虚構のような出来事をそのまま報じて皮肉とする」手法も見られる。以下に例を示す。
 野田首相、原発事故の収束を宣言（2011年12月17日）
写真および記事後半の質疑のみ虚構で、前半は実際にあった宣言とその内容の解説。
iPS細胞利用で心筋移植、世界初の臨床応用（2012年10月13日）
実際に報道された2012年10月11日付・読売新聞1面からの引用で書かれた記事である。文末には記事を提供してくれた読売新聞に対しての「感謝の言葉」が記されている。
富士山の世界遺産登録、樹海伐採が条件に（2013年5月2日）
「富士山の世界遺産登録、三保松原除外が条件に」を「青木ヶ原樹海」に変えたもの、三保の松原は後に逆転登録されている。
〈進藤翔の相談室〉小保方さん、歌手デビュー！（2014年3月27日）
2014年3月24日、朝日新聞のインターネットサイト「朝日新聞デジタル」で隔週掲載されていた、有名人の架空の悩みを掲載するネタコラム「ウソうだん室」にて「小保方晴子『大人AKB48』で歌手デビュー！」の架空記事が掲載されたが、読者から不謹慎だとの批判を受け、朝日新聞デジタルが記事の削除とお詫びの掲載に追い込まれる事態となった。インターネット上では、虚構新聞の記事と勘違いして問い合わせする人が多く見受けられ、虚構新聞編集部はTwitter上で「本紙記事ではありません」と釈明に追われることとなったものの、勘違いされたことを逆手にとる記事の掲載で、朝日新聞の騒動を暗に皮肉った。
３人に１人が参加　プレミアムフライデー、定着の兆し（2017年6月28日）
虚構新聞の記事の元ネタは、読売新聞の2017年6月27日付朝刊に掲載された「プレミアムフライデー推進協議会」による新聞記事風の全面広告。
エイプリルフール
2020年よりエイプリルフールの日には「真実のニュース記事」を掲載している。
- 2020年4月1日に配信した本田隆行（科学コミュニケーター）への新型コロナウイルスに関するインタビュー記事では記事の末尾に記事を配信した当日がエイプリルフールである旨の注釈と冒頭記事のタイトルに透かし文字で「これは嘘ニュースではありません」との断り書きを挿入した[80]。
- 2021年には、公式に「本物の偽薬」を謳った食品の販売を行っているプラセボ製薬の水口直樹社長[81][82]、2022年には、江戸時代の偽文書（ぎもんしょ）研究を行っている馬部隆弘大阪大谷大学文学部准教授(当時)[83]、2023年には、フィクションをドキュメンタリーのように見せかけたモキュメンタリー映画の脚本を手掛けた劇作家の後藤ひろひと[84]、2024年には、ニュース記事やネット情報のファクトチェックを行なっているジャーナリストの立岩陽一郎[85]、2025年には「ネットとの上手な付き合い方」をテーマに、SNSでの情報発信をあえて行っていない漫画家の荒川弘[86]のインタビュー記事を掲載している。

### 橋下市長をめぐる虚構記事問題
2012年5月14日に配信した「橋下市長、市内の小中学生にツイッターを義務化」という記事を巡っては、虚構新聞が配信した虚構の記事であるにもかかわらず、社主UKのTwitterでの記事タイトル配信や他サイトでの引用等を見て事実と勘違いした一部のネットユーザーによって、当時の大阪市長であった橋下徹が大阪市内に在住する小中学生にTwitterを義務化したのではないかという流言飛語がネット上で飛び交う事態となった。
一部のネットユーザーやTwitter上ではこのような嘘の記事を配信する虚構新聞を批判する声が上がったが、コラムニストの赤木智弘は「一見すると虚構新聞と明記しろといった主張が多いが、彼らはタイトルに虚構新聞と明記されていなければ記事を確認せずに信用してしまうのか？」「他サイトにおいて、有名人の醜聞のような記事が書かれ大手新聞社のリンクが貼られているがリンク先は何の関係もない記事という騙しの手法がある」「これらの批判をしている人はこうしたデマに引っかかる可能性が高い」などとするコラムをジョルダンニュースに寄稿し批判をたしなめている。
虚構新聞は5月15日、社主UKが虚構新聞のTwitterを通じてこの問題についての見解を発表し、騒動を謝罪するとともに騒動の発端について「橋下市長ならやりかねない」というネットユーザーの反応があったと原因を分析、今後は「より現実離れした」虚構の報道を続けていくとツイッター上で表明した。
「嘘なら嘘と明記しろ」「記事のタイトルに『虚構新聞』を入れるべき」といった主張に対して虚構新聞は5月16日、これら批判を完全に受け入れた形で「『書店にレモン仕掛けた』京都、6800人が避難」という記事を配信した。この記事には文中の至るところに「嘘」という文字を散りばめ虚構記事であることを強調した。
5月17日に虚構新聞のウェブサイト上でこの問題に対する公式見解を発表し、虚構新聞の実名掲載の基準などのガイドラインを公開した。なお、前述の「嘘」であることを強調した記事については「『いくらなんでもヤケクソ』『怒られてすねた小学生みたい』など、概ね『大人気ない』との意見が集中した」とし、「たった一度リンクをクリックして情報の真偽を確かめるだけの手間を惜しみ、タイトルだけを見て、反射的・盲目的に内容を真実として受け止めてしまう態度こそ、リテラシー上問題があるのではないか」と反論している。

### 日本ユニセフ協会からの抗議による記事削除
国連が2013年7月に定めた「世界トイレの日」にあわせ、日本ユニセフ協会が「世界の3人にひとりがトイレを使えない現実」を伝えるため、「見えないトイレ」を昭和記念公園に設置したプロジェクトをパロディとし、掲示板「2ちゃんねる」元管理人の西村博之が、日本ユニセフ協会大使を務めていたアグネス・チャンへ公開質問状を掲載したことなどを動機として執筆、2013年11月18日付で配信した記事が、同団体からの抗議メールにより削除されたというもの。
虚構新聞の公式Twitterアカウントは「記事について厳重抗議と削除の要請があったのは事実」と発表し、翌19日に報告記事を掲載した。記事では「協会の信頼を失墜させかねない内容なので削除を求める」という協会側からのメッセージに対しては「具体的に記事のどの部分が信頼失墜につながる内容だったのか」問い合わせておらず、「言論に対してあまりに暴力的ではないか」とメールの内容に疑問を呈し「抗議のメールが来た」事実を公にすることで議論が深まるのではないかと思った、としている。

## 書籍
- 号外!!虚構新聞（笠倉出版社）2010年12月15日発行、ISBN 978-4-773085-38-9
- 虚構新聞2013（宝島社）2013年1月10日発行、ISBN 978-4-800204-20-2
- 虚構新聞 全国版（ジーウォーク）2017年4月28日発売、ISBN 978-4-862976-67-3 - 電子書籍版あり